# Adalberone I di Metz
Adalberone I di Metz, o anche Adalberone I di Bar (910/5 – Sint-Truiden, 26 aprile 962), è stato un vescovo franco, vescovo di Metz dal 929 alla sua morte.

## Origine
Secondo un documento (non consultato) citato dall'ecclesiastico e storico, belga, del XVII secolo, Aubertus Miraeus o Aubert le Mire (Bruxelles, 30 novembre 1573 - Anversa, 19 ottobre 1640), nel suo  Opera diplomatica et historica, tomus II, Adalberone era figlio del conte di Bidgau, Vigerico, di cui non si conoscono gli ascendenti, che divenne conte palatino di Lotaringia con Carlo III il Semplice, e di Cunegonda (figlia di Ermetrude, a sua volta, secondo la Genealogiae Comitum Flandriae, figlia del re dei Franchi occidentali, Luigi II il Balbo).
Adalberone da parte materna era discendente di Carlo Magno (alla sesta generazione), inoltre era lo zio del conte di Hainaut, Goffredo I di Verdun, in quanto fratello di Gozlin.

## Biografia
Nel corso del 927, secondo le Mémoires de l'Académie nationale de Metz, Volume 40, il vescovo della diocesi di Metz, Bennone, che era stato imposto dal re di Germania, Enrico I di Sassonia, fatto prigioniero da alcuni abitanti della comunità di Metz, venne accecato ed allontanato dalla città; dopo che Bennone ebbe rinunciato all'incarico, nel 929, anche se Enrico I aveva fatto impiccare i capi della rivolta, i cittadini di Metz elessero al soglio vescovile, Adalberone, che era su posizioni contrarie al re.
Al riguardo anche i Flodoardi Annales confermano l'ordinazione a vescovo di Adalberone, nel 929, riportando altresì che a Bennone fu concessa l'abbazia di Einsiedeln.
Dopo che ad Enrico I, sul trono di Germania, era succeduto il figlio, Ottone I di Sassonia, i rapporti tra Adalberone ed il re migliorarono a tal punto che Ottone permise al vescovo di Metz di battere moneta: le monete ritrovate recano il nome Adalbero su una faccia e sul rovescio Otto imperator.
Adalberone fu il promotore della riforma monastica dell'abbazia di Gorze, come ci viene confermato dalla Adalbéron Ier - Evêque de Metz (929-962), Biographie, e, nel 944, ancora secondo la Biographie, divenne abate dell'abbazia di Sint-Truiden.
Nel 953, il duca di Lotaringia, Corrado il Rosso, a Magonza, appoggiò il cognato, Liudolfo, duca di Svevia, figlio primogenito del re di Germania, Ottone I, contro il padre per ottenere dal padre una compartecipazione al governo del regno; rientrato in Sassonia, Ottone I disattese le promesse fatte al figlio e a Corrado, per cui i due si ribellarono al re. Adalberone in questa occasione si schierò a fianco del re contro il duca. A seguito di questo avvenimento, Adalberone fu estromesso dalla cattedra vescovile di Metz dal duca Corrado il Rosso e si dovette ritirare nell'abbazia di Sint-Truiden, dove risiedette stabilmente.
Continuò però ad essere vescovo di Metz come ci viene confermato dal documento nº 210 degli Ottonis I diplomata, del 3 giugno 960, assieme al fratello, Federico I, duca dell'Alta Lorena (Lotaringia), Adalberone viene citato come vescovo di Metz (compater noster Adalbero…sanctæ Mettensis ecclesiæ presul [et] germano suo Friderico duce); l'anno prima, il nuovo duca di Lotaringia e arcivescovo di Colonia, Bruno o Brunone, assunse il titolo di Arciduca di Lotaringia e aveva diviso il territorio nei ducati dell'Alta Lorena e della Bassa Lorena, designando come duca di Alta Lorena, il conte di Bar, Federico I, marito di sua nipote, Beatrice (figlia di sua sorella Edvige) e fratello del potente vescovo di Metz, Adalberone I, mentre la Bassa Lorena, fu assegnata al nuovo conte di Hainaut, Goffredo
Ancora secondo la Biographie, Adalberone morì, nel 962, nell'Abbazia di Sint-Truiden, dove fu tumulato; per essere in un secondo tempo traslato nell'abbazia di Gorze, come da suo desiderio.

## Discendenza
Di Adalberone non si conosce alcuna discendenza.

## Ascendenza
|                      |   |                      | Genitori             |  |  | Nonni |  |  | Bisnonni |  |  | Trisnonni |  |
|                      |   |                      |                      |  |  |       |  |  | …        |  |  | …         |  |
|                      |   |                      |                      |  |  |       |  |  | …        |  |  | …         |  |
|                      |   | …                    |                      |  |  |       |  |  | …        |  |  |           |  |
| …                    |   |                      |                      |  |  |       |  |  | …        |  |  |           |  |
|                      |   | …                    | …                    |  |  |       |  |  |          |  |  |           |  |
|                      |   | …                    | …                    |  |  |       |  |  |          |  |  |           |  |
|                      |   | …                    | …                    |  |  |       |  |  |          |  |  |           |  |
| Vigerico di Bidgau   |   | …                    |                      |  |  |       |  |  |          |  |  |           |  |
|                      |   | …                    | …                    |  |  |       |  |  |          |  |  |           |  |
|                      |   | …                    | …                    |  |  |       |  |  |          |  |  |           |  |
|                      |   | …                    | …                    |  |  |       |  |  |          |  |  |           |  |
| …                    |   | …                    |                      |  |  |       |  |  |          |  |  |           |  |
|                      |   | …                    | …                    |  |  |       |  |  |          |  |  |           |  |
|                      |   | …                    | …                    |  |  |       |  |  |          |  |  |           |  |
|                      |   | …                    | …                    |  |  |       |  |  |          |  |  |           |  |
| Adalberone I di Metz |   | …                    |                      |  |  |       |  |  |          |  |  |           |  |
|                      | … | …                    |                      |  |  |       |  |  |          |  |  |           |  |
|                      | … | …                    |                      |  |  |       |  |  |          |  |  |           |  |
|                      | … | …                    |                      |  |  |       |  |  |          |  |  |           |  |
| …                    | … |                      |                      |  |  |       |  |  |          |  |  |           |  |
|                      |   | …                    | …                    |  |  |       |  |  |          |  |  |           |  |
|                      |   | …                    | …                    |  |  |       |  |  |          |  |  |           |  |
|                      |   | …                    | …                    |  |  |       |  |  |          |  |  |           |  |
| Cunegonda di Francia |   | …                    |                      |  |  |       |  |  |          |  |  |           |  |
|                      |   | Luigi II di Francia  | Carlo il Calvo       |  |  |       |  |  |          |  |  |           |  |
|                      |   | Luigi II di Francia  | Carlo il Calvo       |  |  |       |  |  |          |  |  |           |  |
|                      |   | Luigi II di Francia  | Ermentrude d'Orléans |  |  |       |  |  |          |  |  |           |  |
| Ermentrude           |   | Luigi II di Francia  |                      |  |  |       |  |  |          |  |  |           |  |
|                      |   | Ansgarda di Borgogna | Arduino di Borgogna  |  |  |       |  |  |          |  |  |           |  |
|                      |   | Ansgarda di Borgogna | Arduino di Borgogna  |  |  |       |  |  |          |  |  |           |  |
|                      |   | Ansgarda di Borgogna | Wisemberga           |  |  |       |  |  |          |  |  |           |  |
|                      |   | Ansgarda di Borgogna |                      |  |  |       |  |  |          |  |  |           |  |

### Fonti primarie
- (LA) Monumenta Germaniae Historica, Scriptores, tomus III. URL consultato il 1º marzo 2020 (archiviato dall'url originale il 26 giugno 2013)..
- (LA) Monumenta Germaniae Historica, Scriptores, tomus IX. URL consultato il 1º marzo 2020 (archiviato dall'url originale il 12 maggio 2013)..
- (LA) Monumenta Germaniae Historica, Diplomata regum et imperatorumi Germaniae, tomus I, Conradi I. Heinrici I. et Ottonis I. diplomata. URL consultato il 1º marzo 2020 (archiviato dall'url originale il 23 settembre 2015)..

### Letteratura storiografica
- Austin Lane Poole, Germania: Enrico I e Ottone il Grande, in «Storia del mondo medievale», vol. IV, 1999, pp. 84–111
- (FR) Mémoires de l'Académie nationale de Metz, Volume 40, su books.google.fr.